# کژچه
کژچه (به لهستانی:  Krzecze) یک منطقهٔ مسکونی در لهستان است که در گمینا گونگانز واقع شده‌است.
 کژچه  ۱۵۰ نفر جمعیت دارد.